# 藍紋章魚
藍紋章魚（学名：Haplochlaena fasciata）为蓝环章鱼屬下的一个种，发现于昆士兰和新南威尔士州附近海域，长45—55（1.8—2.2英寸），有剧毒。

## 扩展阅读
- 維基物種上的相關：藍紋章魚